# 골드메달리스트
골드메달리스트(GOLDMEDALIST)는 대한민국의 연예 기획사이다.

## 소속 연예인
- 김수현 (창립자)
- 김수겸
- 김승호
- 이종현
- 최현욱
- 정한설
- 설인아
- 김시은
- 송가연

## 이전 소속 연예인
- 김새론
- 서예지
- 조승희
- 이보영
- 최보근
- 유은지
- 이채민

## 제작
- tvN 《사이코지만 괜찮아》
- 쿠팡플레이 《어느 날》